# Ванде Хай, Марк Томас
 Марк Томас Ванде Хай  (англ.  Mark T. Vande Hei ; род. 10 ноября 1966 года, Фолс-Черч, штат Виргиния, США) — астронавт НАСА, 341-й астронавт США и 554-й космонавт мира.
13 сентября 2017 года в 00:17:02 мск стартовал с космодрома Байконур в качестве бортинженера экипажа транспортного пилотируемого корабля «Союз МС-06» и бортинженера экипажа Международной космической станции по программе основных космических экспедиций МКС-53/54. Вернулся на Землю 28 февраля 2018 года. Продолжительность полёта составила 168 суток 05 часов 14 минут. Совершил четыре выхода в открытый космос общей продолжительностью 26 часов 42 минуты. До поступления в отряд астронавтов проходил военную службу в инженерных войсках армии США, а затем в космическом батальоне ВВС США, подполковник, член Совета ветеранов зарубежных войн армии США. 

## Биография
Ванде Хай родился 10 ноября 1966 года в городе Фолс-Черч (штат Виргиния, США) в семье Томаса и Мэри Ванде Хай. В 1985 году окончил частную католическую подготовительную среднюю школу Святого Бенильда и Святой Маргариты в городе Сент-Луис-Парк округа Хеннепин, штата Миннесота и поступил в Университет Святого Иоанна, где в 1989 году получил степень бакалавра наук по физике.

### Военная карьера

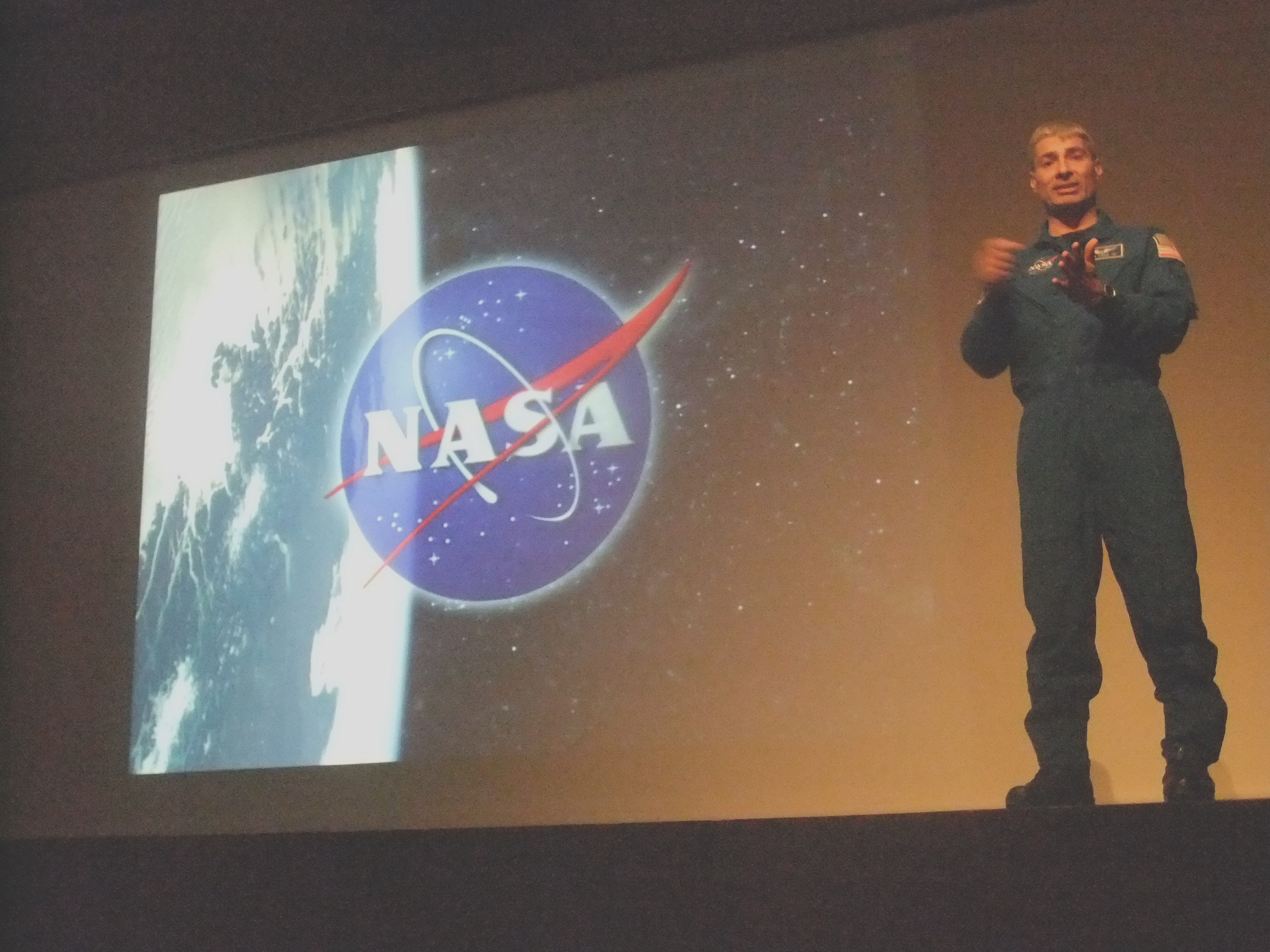
Ванде Хай читает лекцию в Университете Сент-Джонс в январе 2012 года

С 1989 года был призван на военную службу по программе подготовки офицеров запаса Вооруженных сил США. После прохождения базового армейского курса служил на инженерных должностях в 3-м батальоне 325-го пехотного полка парашютно-десантного батальона на американской военной базе Лагерь Эдерле в Италии. В 1991 году в должности командира взвода участвовал в операции сил НАТО «Provide Comfort» в Ираке. Затем продолжил службу в штабе 299-го и 4-го инженерных батальонов, после чего стал командиром роты в 4-м инженерном батальоне.
В 1999 году окончил Стэнфордский университет, получив степень магистра наук по прикладной физике, после чего был направлен на преподавательскую работу на кафедру физики Военной академии США в Уэст-Пойнте. С 2003 года проходил службу в 1-м космическом батальоне на авиабазе ВВС США Петерсон (штат Колорадо). Весной 2003 года в качестве руководителя армейской космической группы поддержки Ванде Хай в течение 12 месяцев находился в Ираке, где участвовал в военной операции международной коалиции под кодовым названием «Иракская свобода».
С 2006 года служил в военном подразделении, прикомандированном к НАСА. Выполнял обязанности оператора связи с МКС в Космическом центре им. Джонсона. В 2008 году Ванде Хаю было присвоено звание подполковника.

### Космическая подготовка

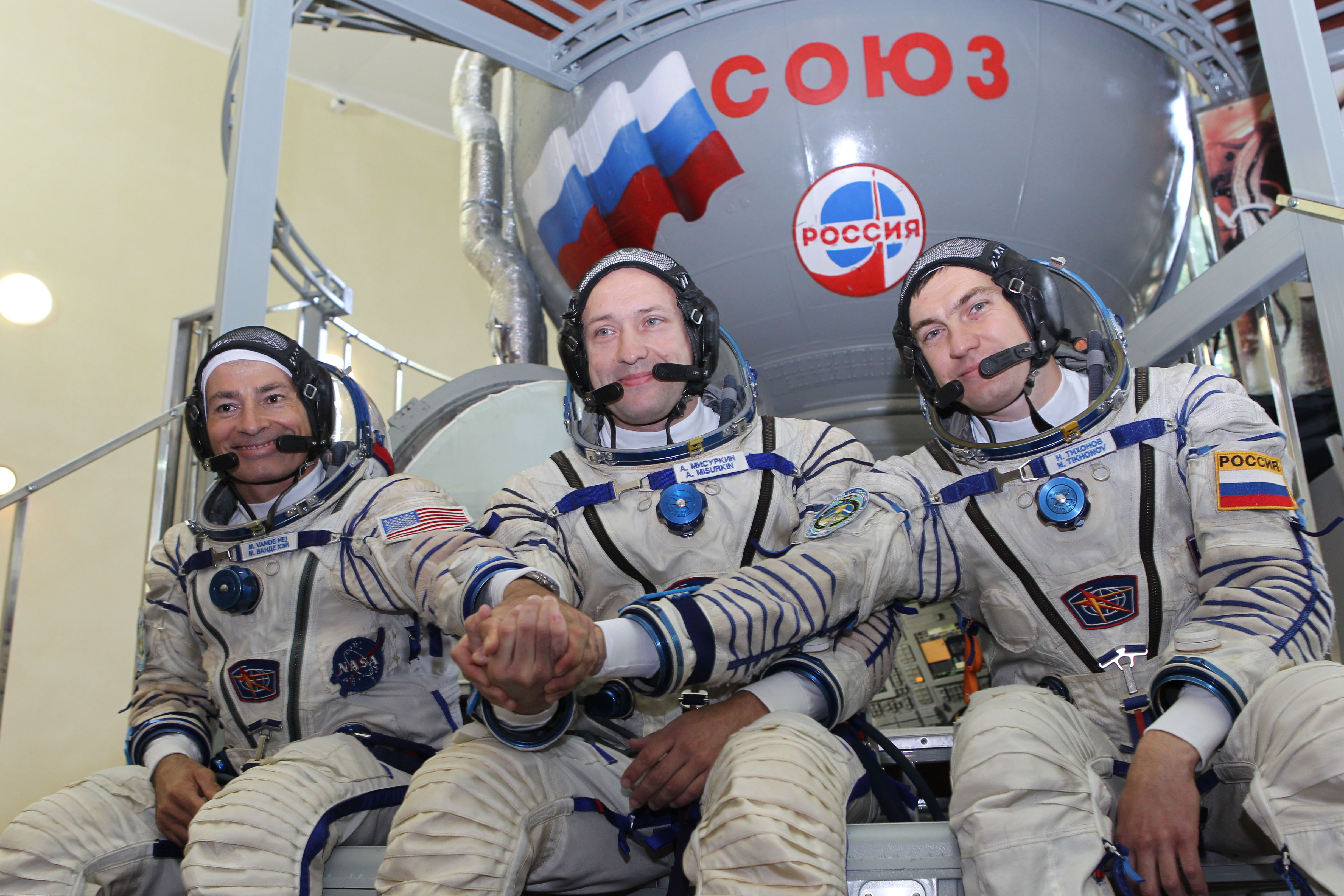
Экипаж ТПК «Союз МС» в составе Т. Ванде Хая, Александра Мисуркина и Николая Тихонова (30 августа 2016 года)

29 июня 2009 года был зачислен в отряд астронавтов НАСА в составе 20-го набора НАСА в качестве кандидата в астронавты. Ванде Хай закончил двухлетний курс общекосмической подготовки в июле 2011 года и получил квалификацию астронавта. С июня 2012 по май 2013 года Ванде Хай являлся директором офиса НАСА в Звёздном городке.
С 21 по 29 июля 2014 года по планам НАСА Ванде Хай участвовал в подводной экспедиции в качестве акванавта на борту подводной лаборатории «Водолей» в ходе миссии по операциям в экстремальной окружающей среде NEEMO-18.
Проходил подготовку в качестве бортинженера дублирующих экипажей ТПК «Союз МС-02» и «Союз МС-05». 22 июня 2015 года был назначен бортинженером основного экипажа корабля «Союз МС-04» совместно с космонавтами А. Мисуркиным и Н. Тихоновым. В январе 2016 года члены основного экипажа прошли тренировку по действиям в случае аварийной посадки в лесисто-болотистой местности зимой. В октябре 2016 года, в связи с сокращением численного состава российских космонавтов в экипажах МКС до двух человек, экипаж ТПК «Союз МС-04» был полностью изменён. 28 октября 2016 года Межведомственная комиссия госкорпорации «Роскосмос» утвердила составы основных и дублирующих экипажей длительных экспедиций (МКС-51/52, 52/53, 53/54, 54/55) к Международной космической станции в 2017 году. Астронавт Марк Т. Ванде Хай был включён в состав основного экипажа ТПК «Союз МС-06».

## Космические полёты

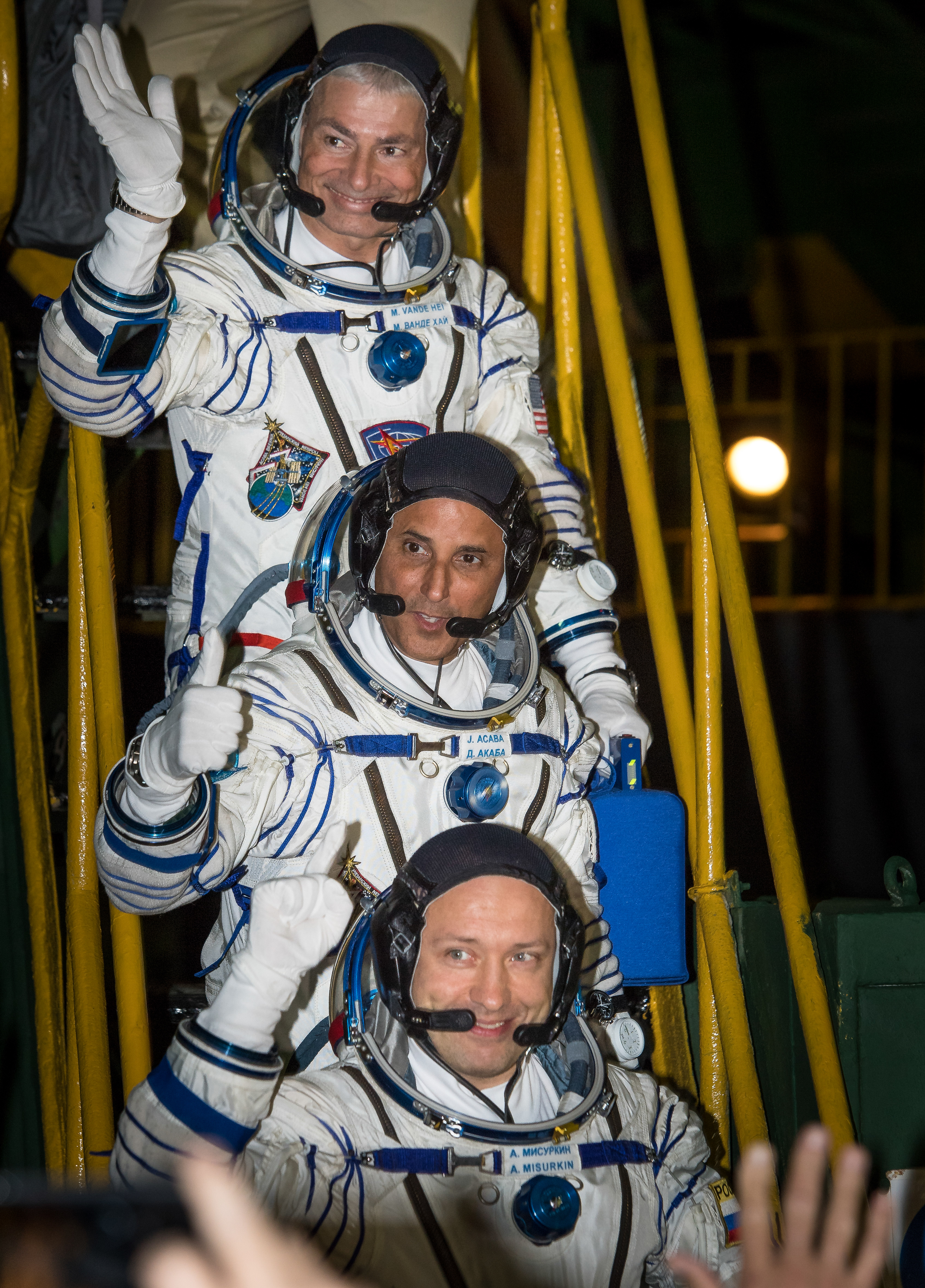
Экипаж ТПК «Союз МС-06» перед стартом (13 сентября 2017)

### Первый полёт
13 сентября 2017 года в 00:17:02 мск Марк Ванде Хай совместно с космонавтом Александром Мисуркиным и астронавтом Джозефом Акабой стартовал в качестве бортинженера экипажа космического корабля «Союз МС-06» и экипажа Международной космической станции по программе основных космических экспедиций МКС-53/ 54. Полёт к МКС осуществлялся по «короткой» шестичасовой четырёхвитковой схеме. В 05:55 мск 13 сентября корабль «Союз МС-06» в автоматическом режиме пристыковался к Международной космической станции на стыковочный узел модуля «Поиск».

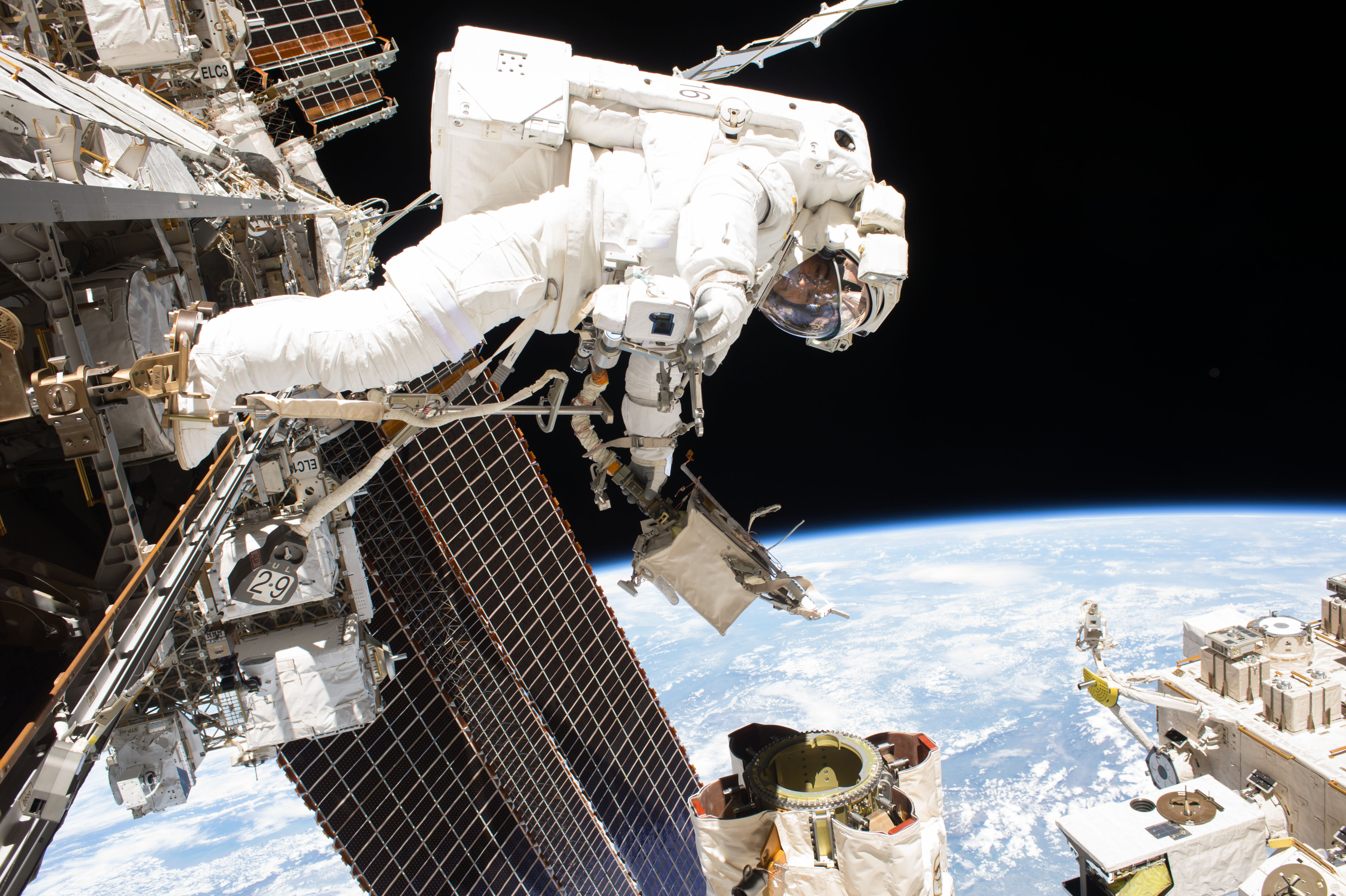
Второй выход Ванде Хая в открытый космос (10 октября 2017)

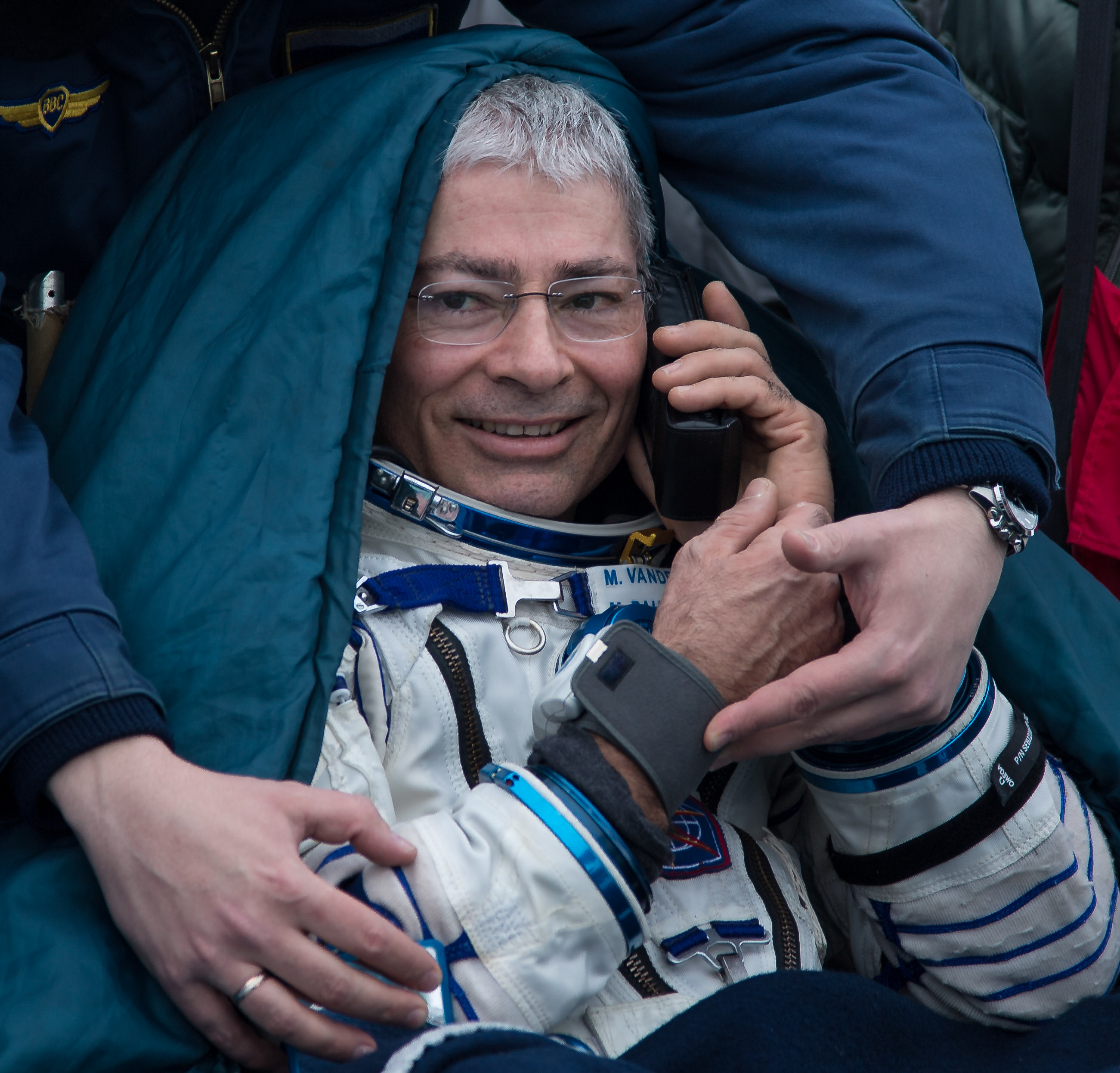
М. Ванде Хай после приземления (28 февраля 2018)

Ванде Хай совершил четыре выхода в открытый космос общей продолжительностью более 26 часов. Во время своего первого выхода 5 октября 2017 года он вместе с астронавтом НАСА Р. Брезником в течение 6 часов 55 минут занимался ремонтом захватного механизма канадского манипулятора Canadarm2. 10 октября астронавты продолжили работы в открытом космосе по ремонту манипулятора, они смазали новый захват на механическом манипуляторе станции и заменили камеры на левой стороне фермы станции и на правой стороне американской лаборатории «Дестини». Продолжительность второго выхода составила 6 часов 26 минут. 23 января 2018 года Ванде Хай и астронавт НАСА Скотт Тингл в течение 7 часов 24 минут провели работы в открытом космосе по замене вышедшего из строя захватного механизма манипулятора Canadarm2. 16 февраля 2018 года Ванде Хай вышел в открытый космос в четвёртый раз вместе с астронавтом Норишиге Канаи. Астронавты демонтировали неработающий захватный механизм LEE-B манипулятора Canadarm2 и перенесли его в шлюзовой отсек модуля «Квест» для последующего возвращения на Землю; продолжительность работы в космосе составила 5 часов 57 минут.
Приземление экипажа на спускаемом аппарате корабля «Союз МС-06» состоялось 28 февраля 2018 года в 05 часов 31 минуту (мск) в 146 км юго-восточнее города Жезказган в Казахстане.

### Второй полёт
Стартовал 9 апреля 2021 года в 10:42 мск с площадки № 31 космодрома Байконур в качестве бортинженера № 2 экипажа космического корабля «Союз МС-18» и экипажа Международной космической станции по программе МКС-64/65 основных космических экспедиций. Командир экипажа «Союз МС-18» — космонавт Роскосмоса Олег Новицкий, бортинженер № 1 — космонавт Пётр  Дубров.
Сближение ТПК «Союз МС» с МКС проводилось по «сверхбыстрой», двухвитковой схеме. Корабль причалил в 14:04 мск к модулю «Рассвет» российского сегмента МКС через 3 часа 22 минуты после старта. Посадка корабля намечена на 17 октября 2021 года.
Марк Ванде Хай и Пётр Дубров провели в космосе 355 дней и вернулись на Землю на ТПК «Союз МС-19» вместе с космонавтом Антоном Шкаплеровым, прибывшим на МКС 5 октября 2021 года. Тем самым он установил новый национальный рекорд США: провёл на орбите 355 дней за один полёт (предыдущий рекорд установил в 2016 году Скотт Келли). 30 марта 2022 года в 14:28 мск спускаемый аппарат пилотируемого корабля «Союз МС-19» совершил посадку в расчётном районе на территории Казахстана.
Оплату за этот полёт Марка Ванде Хая, в размере 2 миллиардов рублей, совершила компания Аксиом Спейс, выступившая посредником между НАСА и Роскосмосом.
Статистика полётов
| # | Стартовый корабль | Старт, UTC        | Экспедиция                           | Корабль посадки | Посадка, UTC      | Налёт                      | Выходы в открытый космос | Время в открытом космосе |
| - | ----------------- | ----------------- | ------------------------------------ | --------------- | ----------------- | -------------------------- | ------------------------ | ------------------------ |
| 1 | Союз МС-06        | 12.09.2017, 21:17 | Союз МС-06, МКС-53/54                | Союз МС-06      | 28.02.2018, 02:31 | 168 суток 5 часов 14 минут | 4                        | 26 часов 42 минуты       |
| 2 | Союз МС-18        | 09.04.2021, 07:42 | Союз МС-18, МКС-64/65/66, Союз МС-19 | Союз МС-19      | 30.03.2022, 11:28 | 355 суток 03 часа 45 минут | —                        | —                        |
|   |                   |                   |                                      |                 |                   | 523 суток 8 часов 59 минут | 4                        | 26 часов 42 минуты       |

## Семья
Марк Т. Ванде Хай женат на Джули. В семье двое детей.

## Увлечения
Ванде Хай увлекается велоспортом, подводном плаванием, альпинизмом, пешим туризмом, греблей на каноэ, виндсёрфингом. Радиолюбитель с позывным KG5GNP.

## Награды
- орден «Легион почёта»[1];
- Медаль «За похвальную службу» (Вооружённые силы США)[1];
- похвальная медаль Объединённого командования[англ.][1];
- армейская Похвальная медаль[англ.][1];
- медаль «За участие в глобальной войне с терроризмом»[21];
- медаль «За службу в Юго-Западной Азии» (США)[1];
- медаль «За исключительные достижения» (NASA)[1].